# كينجي سوزوكي
كينجي سوزوكي (باليابانية: 鈴木 健児) (3 سبتمبر 1986 في أكيتا في اليابان – )؛ هو لاعب كرة قدم ياباني سابق كان يلعب كلاعب وسط.

## وصلات خارجية
- كينجي سوزوكي على موقع رابطة كرة القدم اليابانية للمحترفين (اليابانية)
- كينجي سوزوكي على موقع قاعدة بيانات كرة القدم.إي يو (الإنجليزية)
- كينجي سوزوكي على موقع عالم كرة القدم.نت (الإنجليزية)